# Natshinnaung
Natshinnaung ou Nat Shin Naung, ou ainda Natshinaung (birmanês: တ်သျှင်နောင်; 1578 — Abril de 1613) foi um príncipe da Taungû, assim como poeta e músico notável e comandante militar.

## Vida
Neto de Bayinnaung e filho mais velho de Minye Thihathu, Vice-rei de Taungû, o príncipe  participou em campanhas do Rei Nanda ou Nandabayin para reconquistar o Reino de Aiutaia no início dos anos 1590, mas também tomou parte ao assalto á capital de Nanda, Pegu em 1599. Seu pai tendo-se rebelado contra Nandabayin nos fins dos anos 1590.
Natshinnaung veio a sêr príncipe herdeiro de Taungû, quando seu pai autoproclamou-se rei independente (e não mais Vice-rei). Em Novembro de 1600, matou o rei captivo Nanda, seu tio, sem a permissão de seu pai. Em 1602, casou-se com seu grande amor, a Princesa Yaza Datu Kalyani, para quem os seus poemas famosos foram escritos. O matrimônio foi infelizmente rapidamente interrumpido com a morte da princesa apenas sete meses depois do casamento.
Quando Natshinnaung sucedeu como rei a seu pai, morto em Julho de 1609, a maior parte do país tinha sido reunificado sob a liderança do Rei Anaukpetlun, um dos seus primos, neto como ele do rei Bayinnaung.
Em 1610, Anaukpetlun atacou Taungû com êxito. Embora o rei o nomeasse de novo como o vice-rei de Taungû, Natshinnaung foi profundamente descontente com a sua posição reduzida. Fez então secretamente uma aliança com o mercenário português Filipe de Brito e Nicote, soberano de Sirião, e convidou-o a atacar Taungû. Quando o ataque de Brito falhou (aliás a maioria das fontes (Bocarro, Faria e Sousa, entre outros) dizem que - convidado ou não por Natshinnaung - Brito atacou Taungû com êxito, e levou uma parte das suas grandes riquezas, voltando para Sirião acompanhado do "Rei"), Natshinnaung acompanhou o seu "irmão de sangue" Filipe de Brito a Sirião (hoje Thanlyin).
Anaukpetlun finalmente apoderou-se de Sirião em Abril de 1613 depois de um cerco de um mês. O rei ainda queria perdoar a seu primo se este fizesse um juramento de lealdade. Natshinnaung recusou-se, dizendo que ele já tinha tomado baptismo, e que estave pronto para morrer com Filipe de Brito. Durante os dias anteriores ao cerco, Natshinnaung tinha sido convertido ao catolicismo Romano e batizado por um sacerdote de Goa. O rei então segundo a opinião geral disse: "você prefere ser o escravo de um estrangeiro do que servir ao rei da sua própria raça", e ordenou a sua execução.

## Poeta
Natshinnaung é considerado por muitos ser o maior poeta de yadu (em birmanês: တု) (um gênero clássico de poesia) da história da Birmânia. Era conhecido como "yadu bayin Nat Shin Naung" (Bayin é uma palavra birmanesa significando Rei). Os especialistas da literatura birmanesa unanimemente aceitam que ele adquiriu este nome por suas grandes qualidades de poeta, e que este nome não teve nada a ver com a sua realeza.
Muitos dos seus trabalhos são dedicados à Princesa Yaza Datu Kalyani ou Yarza Datu Kalyar. Os temas principais da sua poesia são o amor, a beleza da natureza, e a guerra. O seu vocabulário era muito rico, e podia descrever temas semelhantes em palavras inteiramente diferentes, utilisando as rimas para os seus versos. Conseguiu descrever o seu desejo sem palavra vulgar. Além do mais, foi um guerreiro, que promoveu muitas estratégias militares e tácticas para a Birmânia. Alguns dos seus poemas yadu descrevem a infantaria e as tropas de elefantes. Estes últimos poemas são muitas vezes considerados por serem entre os mais grandes dos seus poemas.
Dizem que seus poemas foram enviados para a sua amada Yaza Datu Kalyarni pelo uso de um papagaio. Escreveu toda a sua poesia durante a sua juventude.